# Marbré de Cramer
Pour les articles homonymes, voir Cramer.
Euchloe crameri · Piéride des biscutelles
Espèce
Le Marbré de Cramer ou la Piéride des biscutelles (Euchloe crameri) est une espèce de lépidoptères (papillons) de la famille des Pieridae. Elle se rencontre dans le Sud-Ouest de l'Europe et en Afrique du Nord.

## Noms vernaculaires
- En français : la Piéride des biscutelles[1],[2],[3], le Marbré de Cramer[4],[2], le Criblé-de-nacre[3].
- En anglais : western dappled white[5].
- En allemand : Westlicher Gesprenkelter Weißling[6].

## Morphologie

### Papillon
L'imago d’Euchloe crameri est un papillon de taille moyenne, en grande partie blanc. L'aile antérieure comporte une tache discoïdale gris sombre, et une large tache apicale gris sombre ponctuée de blanc sur le dessus, et vert-jaune au revers. 
Le revers de l'aile postérieure est marbré de gris-vert jaunâtre et de blanc.
Euchloe crameri ressemble beaucoup à Euchloe ausonia et Euchloe simplonia.

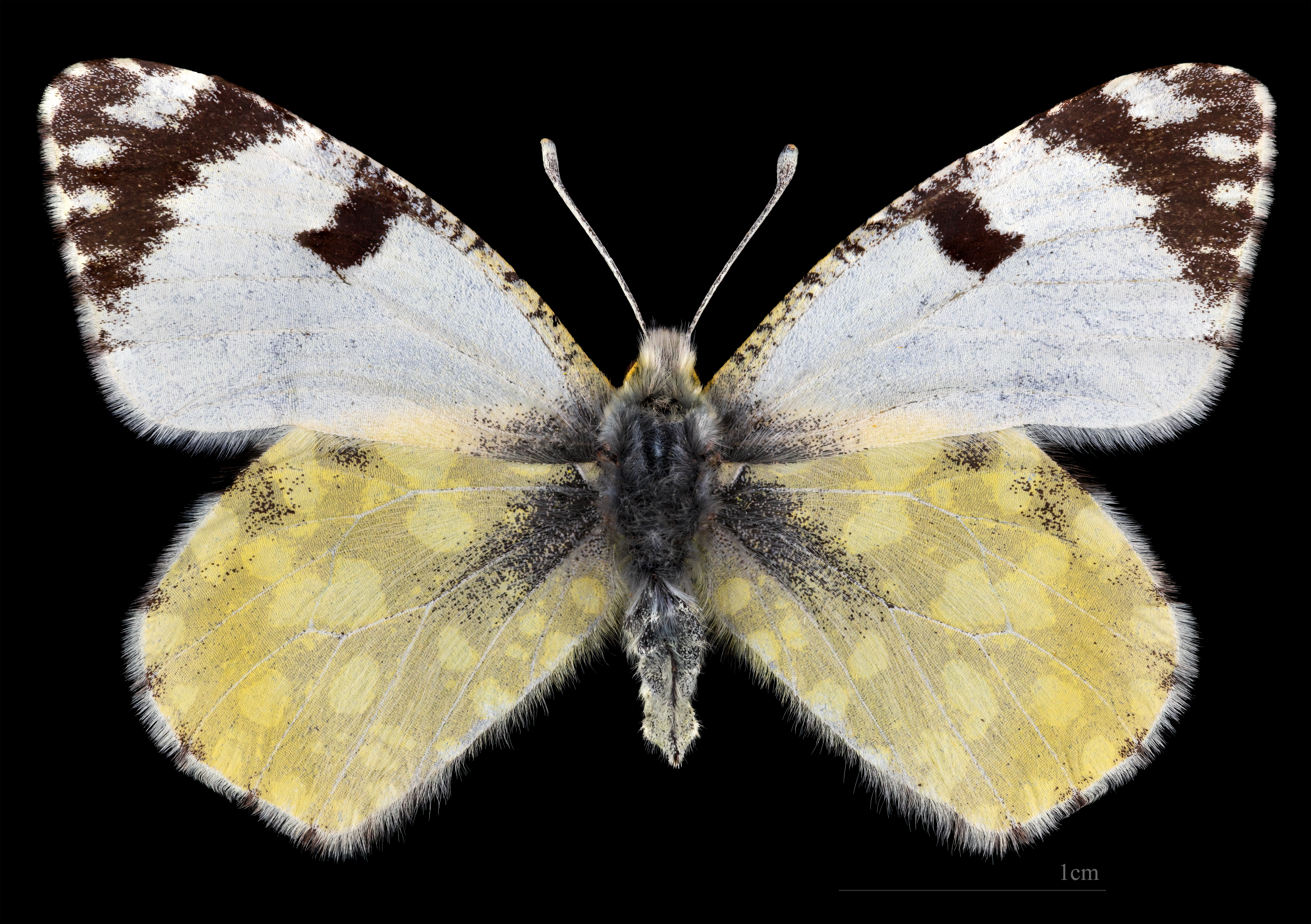
Euchloe crameri  ♀ MHNT
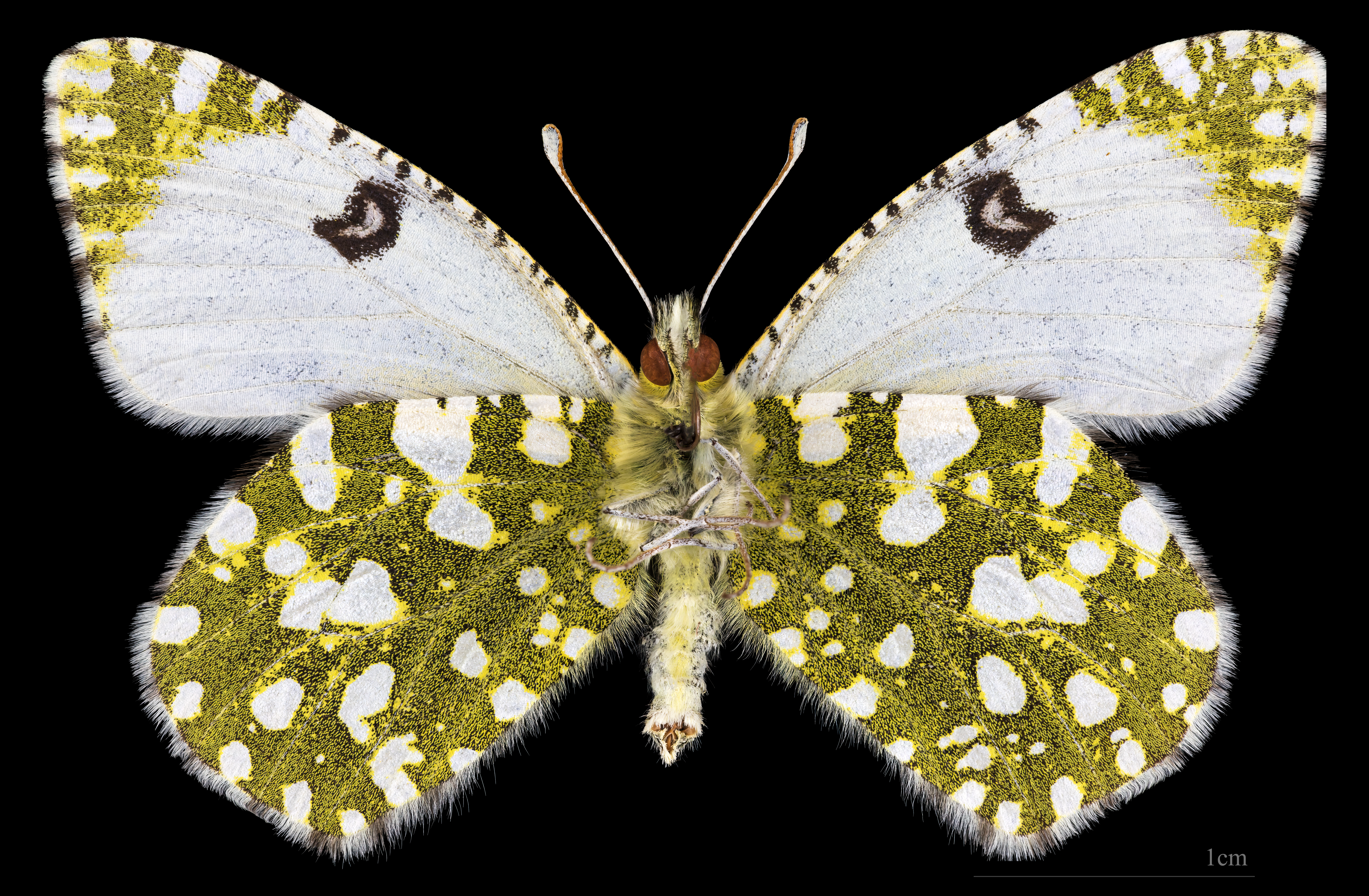
Euchloe crameri  ♀ △ MHNT

### Premiers stades
La chenille est grisâtre, striée de jaune et ponctuée de petits points noirs. 
La chrysalide est gris-vert.

## Biologie

### Phénologie
L'espèce est bivoltine et les imagos se rencontrent entre mi-mars et début juin. 
C'est la chrysalide qui hiverne, parfois deux hivers de suite.

### Plantes hôtes
Les plantes hôtes de la chenille sont des brassicacées (crucifères), notamment Sinapis arvensis, Biscutella laevigata, Raphanus raphanistrum, Moricandia arvensis, Iberis sempervirens, Iberis pinnata et Isatis tinctoria.

## Distribution et biotopes

### Aire de répartition
Euchloe crameri est présente en Afrique du Nord (Maroc, Algérie, Tunisie, Libye et Égypte) et dans le Sud-Ouest de l'Europe (péninsule Ibérique, Sud et Ouest de la France, Nord-Ouest de l'Italie),.
Dans le centre et le Sud de l'Italie, le Sud-Est de l'Europe et en Asie, E. crameri est remplacée par l'espèce ressemblante Euchloe ausonia, alors qu'en altitude (Alpes, Pyrénées et monts Cantabriques) vole Euchloe simplonia.

### Biotopes
Cette espèce se rencontre dans les lieux chauds, secs et fleuris, y compris les cultures et les friches.

## Systématique
Cette espèce a été décrite par le zoologiste britannique Arthur Gardiner Butler en 1869.

### Sous-espèces
Plusieurs sous-espèces ont été décrites d'Afrique du Nord :
- Euchloe crameri melanochloros Röber, 1907[8] (parfois considérée comme une sous-espèce d’Euchloe ausonia[9] ou comme une espèce distincte[10])
- Euchloe crameri mauretanica Röber, 1907[7] (possible synonyme de la précédente[9])
- Euchloe crameri rifensis Back, 2008[10]

## Conservation
En France, l'espèce est en régression dans le Nord de son aire de répartition, mais elle ne fait pas l'objet d'une protection légale.